# Viszlai József

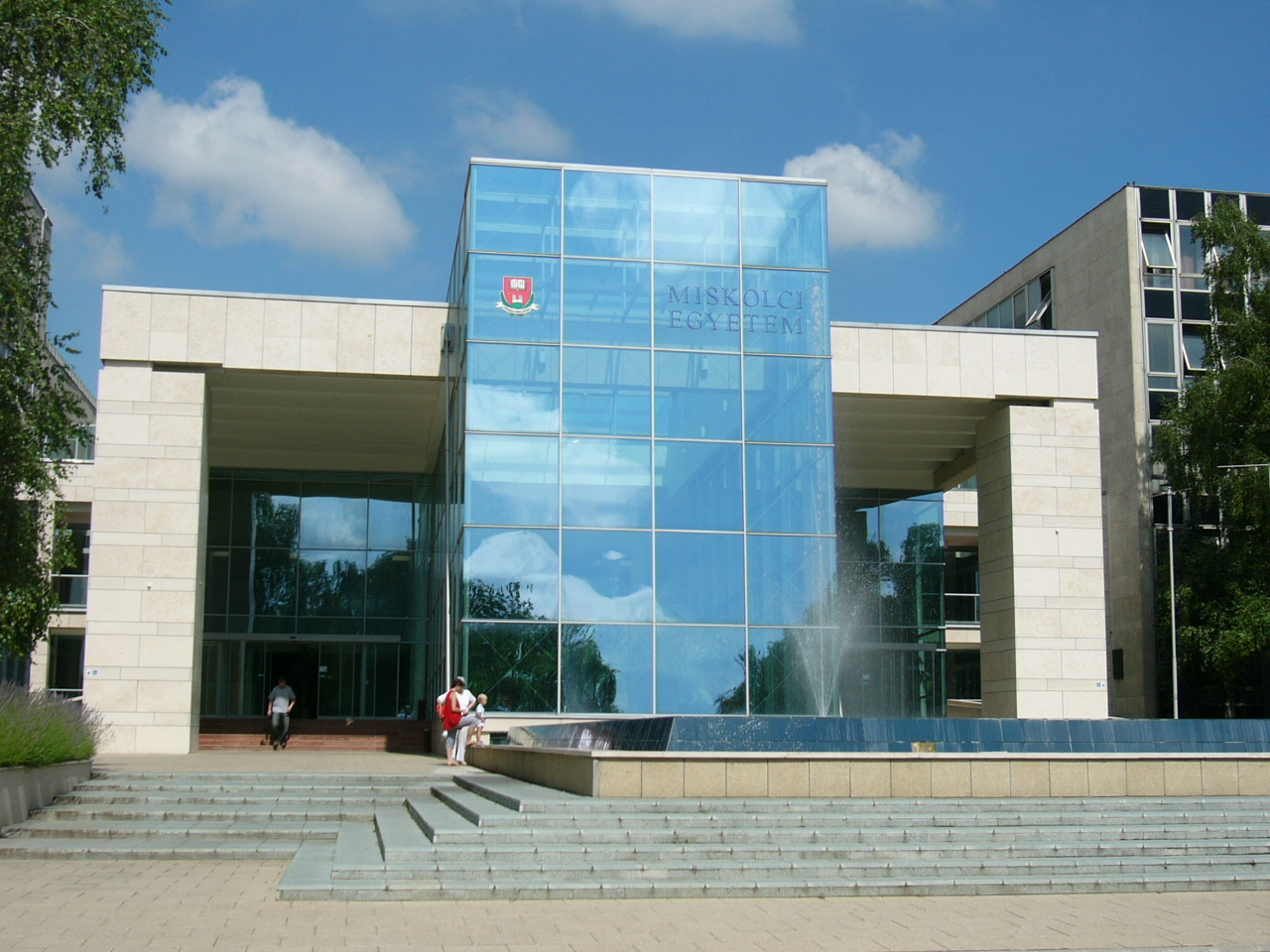
A Miskolci Egyetem főbejárata

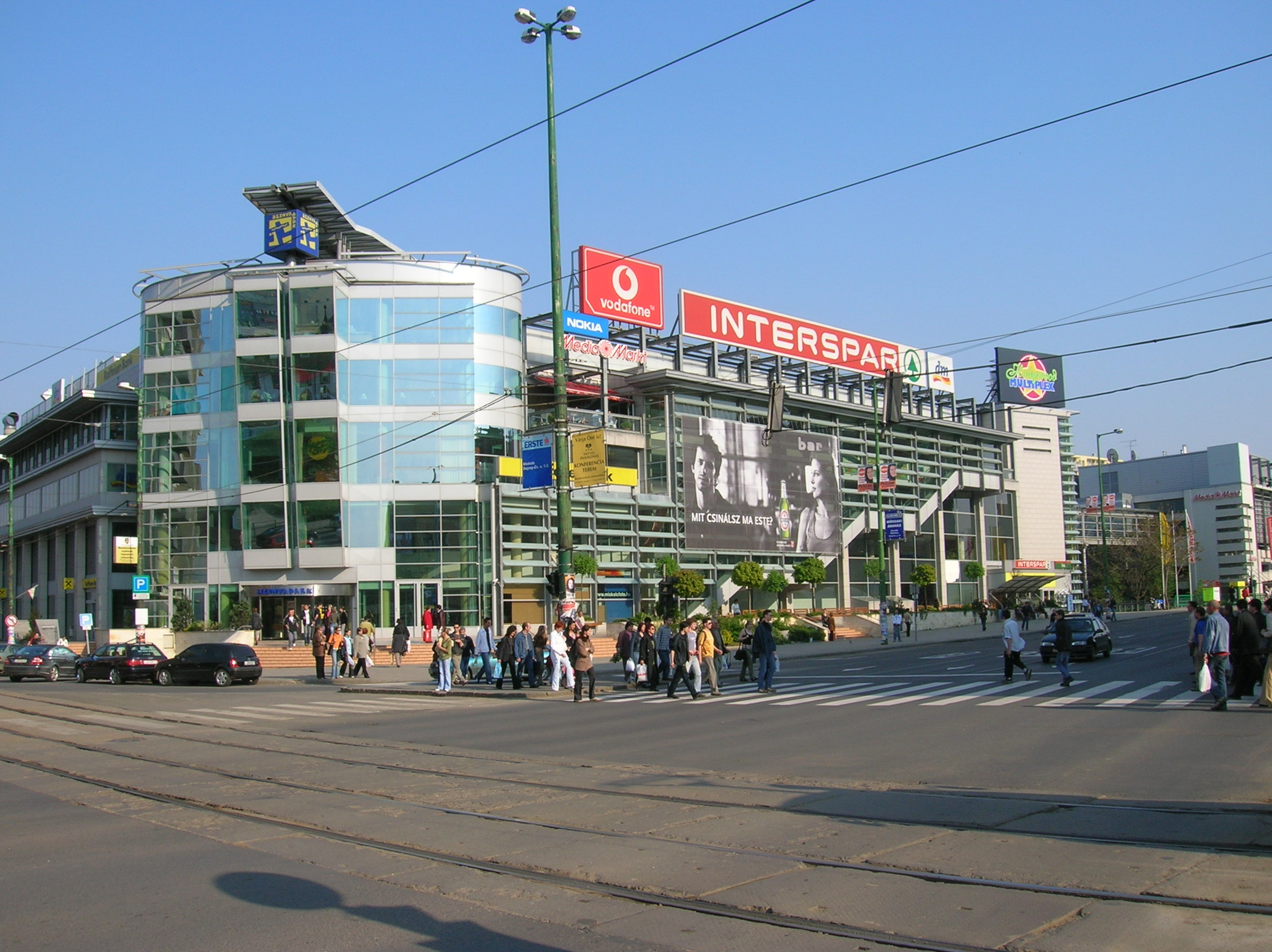
A Szinvapark

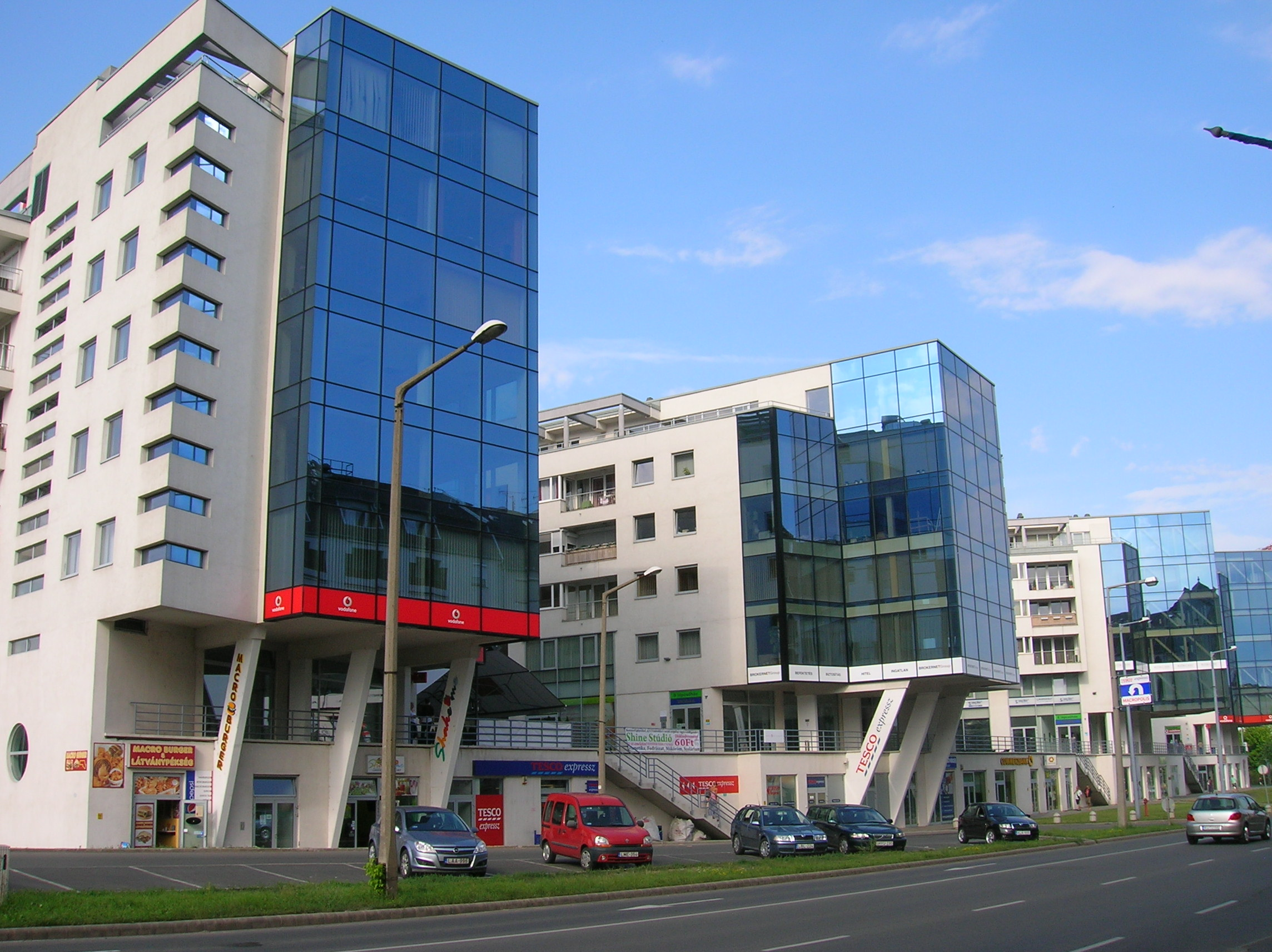
A Macropolis

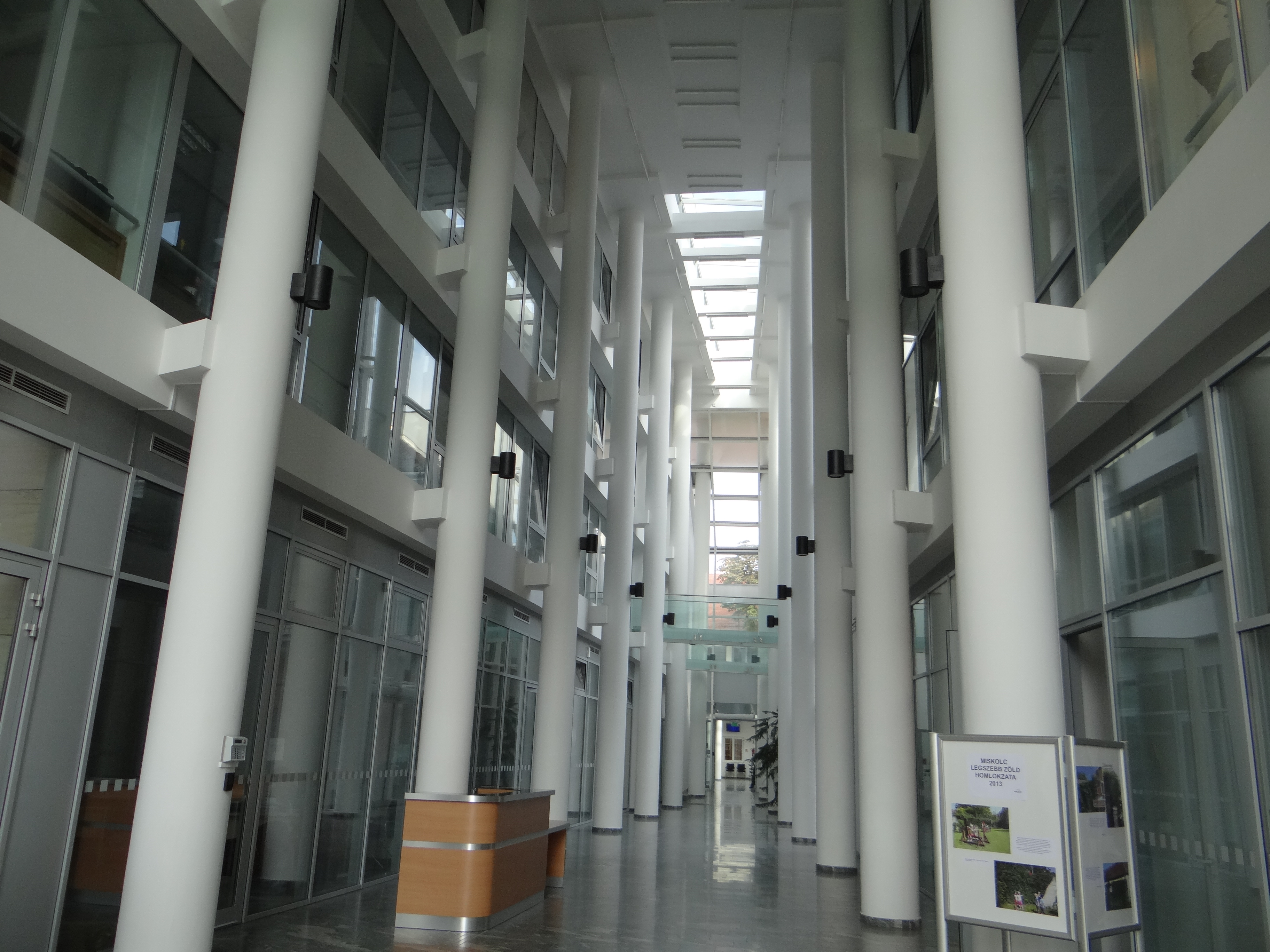
A városháza új szárnyának beltere

Viszlai József (Hidvégardó, 1959. július 2. –) magyar építész, 2007-től 2010-ig Miskolc megyei jogú város főépítésze.

## Pályafutása
Középiskolai tanulmányait a miskolci Építőipari Szakközépiskolában végezte 1973 és 1977 között. Ezután a Budapesti Műszaki Egyetem Építészmérnöki Karán tanult tovább, ahol 1983-ban végzett. Diplomamunkáját a diplomadíj I. fokozatával ismerték el. 1989-ig az Északterv tervezője, majd vezető tervezője. 1981-ben saját építészeti tervezőirodát nyitott. 1998-tól Hidvégardó, 2012-től Szikszó főépítésze, 2007-től 2010-ig Miskolc főépítésze volt.

## Munkáiból
- Miskolci Galéria (1990–2000)
- Sopron, Frankenburg úti apartmanházak (1999)
- Szinvapark (2000)
- Miskolctapolcai református templom (2000)
- Macropolis (2005–2007)
- Városháza új szárny (2010–2012)
- Szikszó, Római katolikus templom
- Az Erzsébet fürdő rekonstrukciója
- A Miskolci Egyetem főbejárata (2001–2002)
- Az ózdi polgármesteri hivatal bővítése

## Szakmai közéleti tevékenysége
- A Magyar Építőművészek Szövetsége tagja (1983-tól)
- A Magyar Építészkamara tagja (1987-től)
- Az Építészkamara B.A.Z. megyei elnöksége tagja (1987–1989)
- Miskolc megyei jogú város építészeti tervtanács tagja
- Eger megyei jogú város építészeti tervtanács tagja

## Díjai, elismerései
- Miskolc Város Építészeti Alkotói díj[4]
- Ybl Miklós-díj (2016)[3]
- Pro Architektúra díj (2003)
- Pro Magnamnimate TUA díj (2002)
- Miskolc város Építészeti Alkotó Díja (2000)
- Az év kimagasló építészeti teljesítményének díja, Sopron (2000)
- A Miskolci Városszépítő Egyesület Városunkért díja (1996)
- Frankfurt am Main város különdíja (1985)
- Budapest főváros díja (1985)
- Építészeti diplomadíj I. fokozat (1984)